# Du som för mig så innerlig
Du som för mig så innerlig är en psalm med text skriven av Johan Olof Wallin.
|  |
|  |

## Publicerad i
- 1819 års psalmbok som nr 347 under rubriken "Vid en moders död".[1]